# Хаџи Омерова џамија
Хаџи Омерова или Долачка је џамија која се налази у бањалучком насељу Долац.

## Историјат
У доњем делу тврђаве Кастел, у насељу Долац, џамија је настала вероватно почетком 17. века, пошто се име оснивача налази уписано на вакуфнами Сефер-спахије из 1618. године.
У попису махала из 1851. године, махала Долац имала је 29 кућа. Харем уз џамију се почео формирати после изградње џамије, те се ту налазило неколико масивних и клесарски обрађених башлука.
Срушена је током Рата у Босни и Херцеговини 9. септембра 1993. године, а обновљена и отворена 14. јула 2007. године.